# Chéhéry
Chéhéry is een voormalige Franse gemeente in het departement Ardennes in de regio Grand Est. De gemeente maakte deel uit van het arrondissement Sedan.

## Geschiedenis
Op 22 maart 2015 werd het kanton Sedan-Ouest opgeheven en werd Chéhéry opgenomen in het op die dag gevormde kanton Sedan-1. Op 1 januari 2016 fuseerde Chéhéry met de aangrenzende gemeente Chémery-sur-Bar tot de huidige commune nouvelle Chémery-Chéhéry. Deze gemeente werd op 5 maart 2020 geheel opgenomen in het kanton Vouziers, waar Chémery-sur-Bar sinds 22 maart 2015 al onder viel.

## Geografie
De oppervlakte van Chéhéry bedraagt 5,0 km², telt 142 inwoners (1999) en de bevolkingsdichtheid is 28,4 inwoners per km².
De onderstaande kaart toont de ligging van Chéhéry met de belangrijkste infrastructuur en aangrenzende gemeenten.

## Demografie
Onderstaande figuur toont het verloop van het inwonertal (bron: INSEE-tellingen).

Vanwege een beveiligingsprobleem met de MediaWiki Graph-software is het momenteel niet mogelijk deze grafiek weer te geven. Zodra de software is bijgewerkt zal de grafiek vanzelf weer zichtbaar worden.